# Quai de Mantoue
Le quai de Mantoue est une voie de la ville de Nevers.

## Situation et accès
Long de 350 mètres, il commence place saint-Nicolas et finit au pont de Loire. Il est parallèle au boulevard Pierre-de-Coubertin.
Le quartier est desservi par le bus TER à l’arrêt Nevers Le Mouesse.

## Origine du nom
Le quai porte le nom de Mantoue, ville italienne jumelée à Nevers.

## Historique
L’ancien quai de Loire est aménagé au XVIIIe siècle.

## Bâtiments remarquables et lieux de mémoire

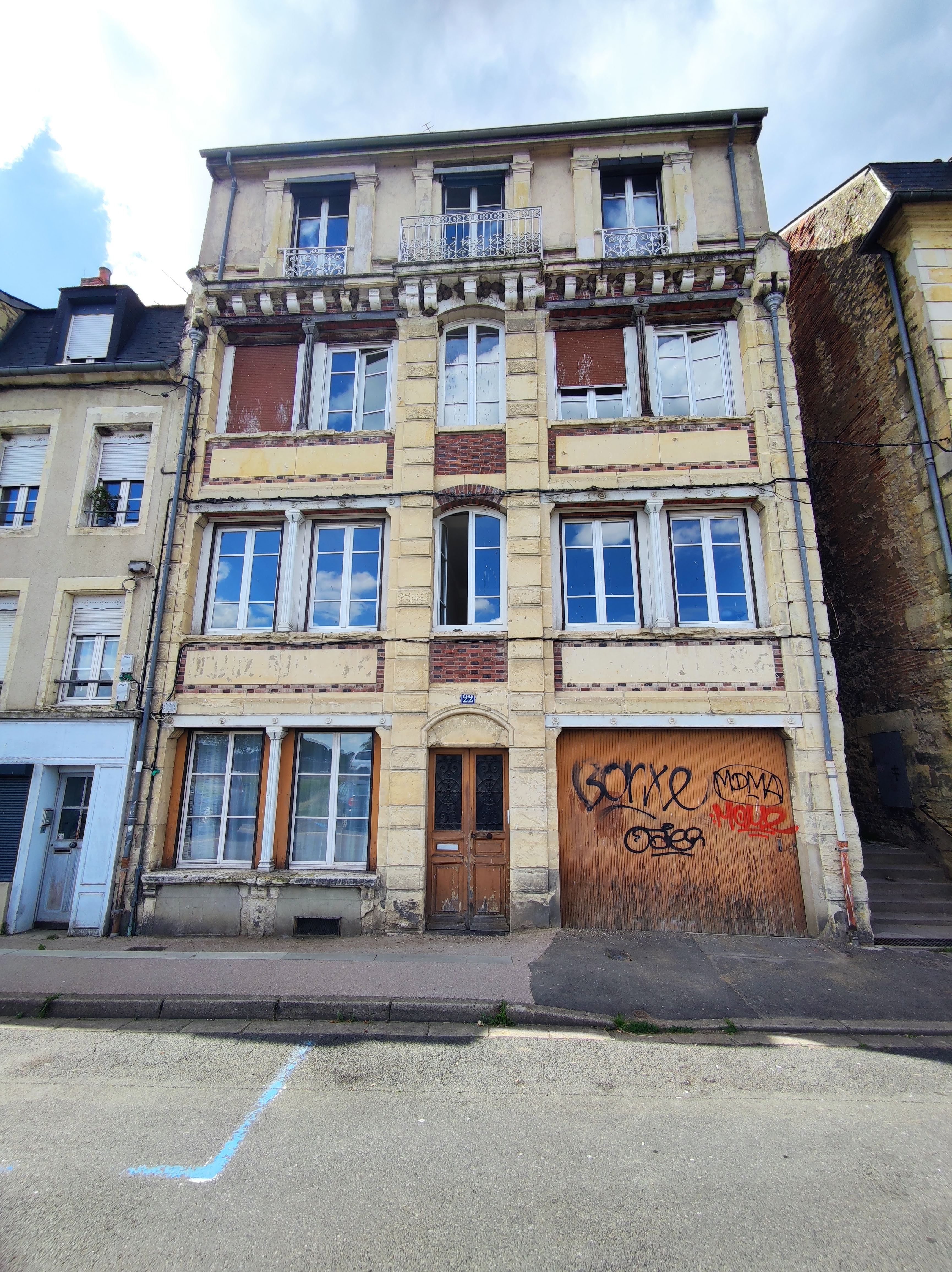
No 22.

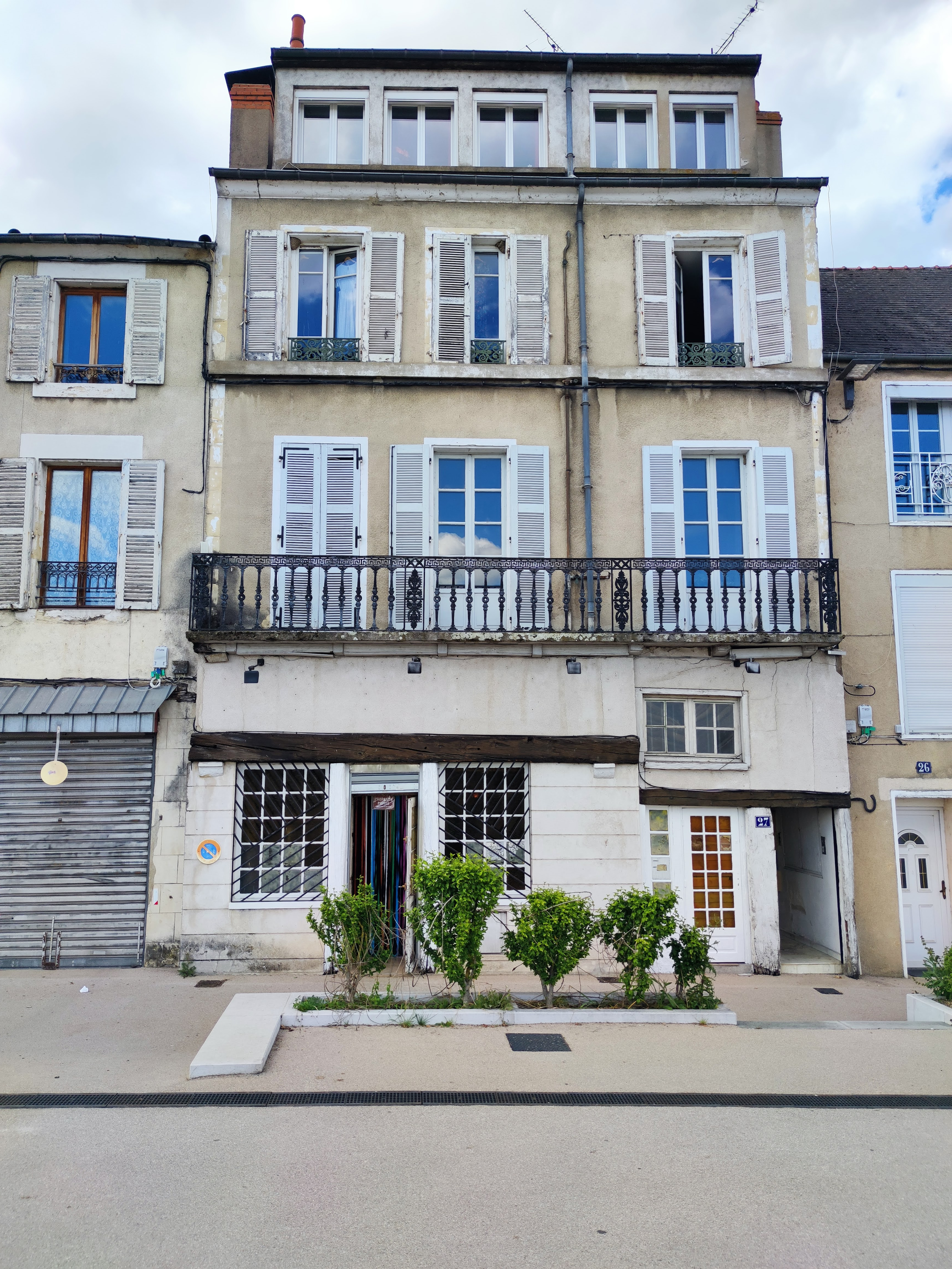
No 27.

- Remparts de la première enceinte de la ville.

- Échauguette du quai de Mantoue.

- No 7 : faïencerie Georges, inaugurée le 11 décembre 2015[2].

- Nos 17 et 18 : maisons à pans de bois datant des XVe siècle et XVIe siècle[1].

## Le quai de Mantoue dans les arts
- Fernand Chalandre (1879-1924), Le quai de Mantoue avec une toue cabanée, Nevers (1912)[3].